# Eutrepsia
Eutrepsia là một chi bướm đêm thuộc họ Geometridae.